# Emma van Waldeck-Pyrmont
Adelheid Emma Wilhelmina Theresia, Prinses van Waldeck en Pyrmont, geboren als Adelaïde Emma Wilhelmina Therèse Prinzessin zu Waldeck und Pyrmont (Arolsen, 2 augustus 1858 – Den Haag, 20 maart 1934), was de tweede echtgenote van koning Willem III der Nederlanden van 7 januari 1879 tot zijn dood op 23 november 1890 en koningin-regentes der Nederlanden van 1890 tot 1898. Als regentes nam zij het koninklijk gezag waar; eerst enkele dagen voor de dood van haar echtgenoot, de daarop volgende jaren voor haar minderjarige dochter Wilhelmina, de koningin.

## Afkomst
Emma was een telg uit de vorstelijke tak van het geslacht Zu Waldeck und Pyrmont en dochter van George Victor, vorst van Waldeck en Pyrmont, en Helena prinses van Nassau. Zij was het vierde kind, ze had vijf zusters en een broer. Haar grootmoeder van vaderszijde, Emma van Anhalt-Bernburg-Schaumburg-Hoym, naar wie ze was genoemd, was een kleindochter van prinses Carolina van Oranje-Nassau en Karel Christiaan van Nassau-Weilburg, een prins uit de Walramse linie van het Huis Nassau. Haar grootvader van moederszijde, Willem van Nassau, was een kleinzoon van hetzelfde echtpaar. Emma stamde dus via twee lijnen van het Huis Oranje-Nassau af.
Haar betovergrootmoeder Carolina van Oranje-Nassau was een zus van stadhouder Willem V van Oranje-Nassau, een overgrootvader van koning Willem III. Emma's betovergrootvader koning Frederik I van Württemberg was ook nog een broer van Willems grootmoeder Sophia Dorothea Augusta Louisa van Württemberg.
Emma's dochter Wilhelmina schreef in haar autobiografie Eenzaam maar niet alleen over haar moeders afkomst: "Haar ouderlijk huis was bepaald verlicht te noemen. Vooral, als men rekening houdt met het feit, dat de kleine hoven in Duitsland toen een halve eeuw of meer ten achter waren bij de gewone maatschappij." 

## Jeugd

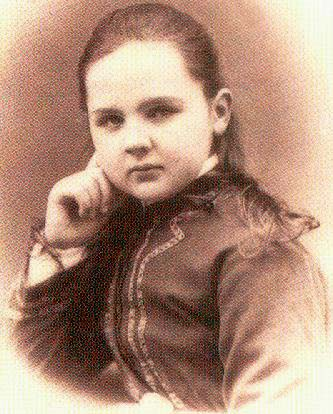
Emma op 12-jarige leeftijd in 1870

De prinses groeide op in Schloss Arolsen. Zij kreeg thuis een gedegen, brede, christelijke opvoeding en kreeg les in handwerken, tekenen en Franse literatuur. Thuis werd Frans gesproken. Ze was leergierig en sociaal bewogen. Haar Engelse gouvernante had haar op de hoogte gebracht van de arbeidsverhoudingen in die dagen. In haar jonge jaren bezocht zij met haar familie onder meer Zuid-Frankrijk, Engeland, Italië en Scandinavië.
Emma's moeder overleed in 1888, waarna haar vader in 1891 hertrouwde met Louise van Sleeswijk-Holstein-Sonderburg-Glücksburg, die zeven maanden ouder was dan Emma. Met haar kreeg George Victor van Waldeck-Pyrmont nog één zoon.
Emma vertelde in een interview uit 1929 dat haar moeder de spil van alles was en dat bij haar de praktijk van de opvoeding berustte.

## Huwelijk met koning Willem III

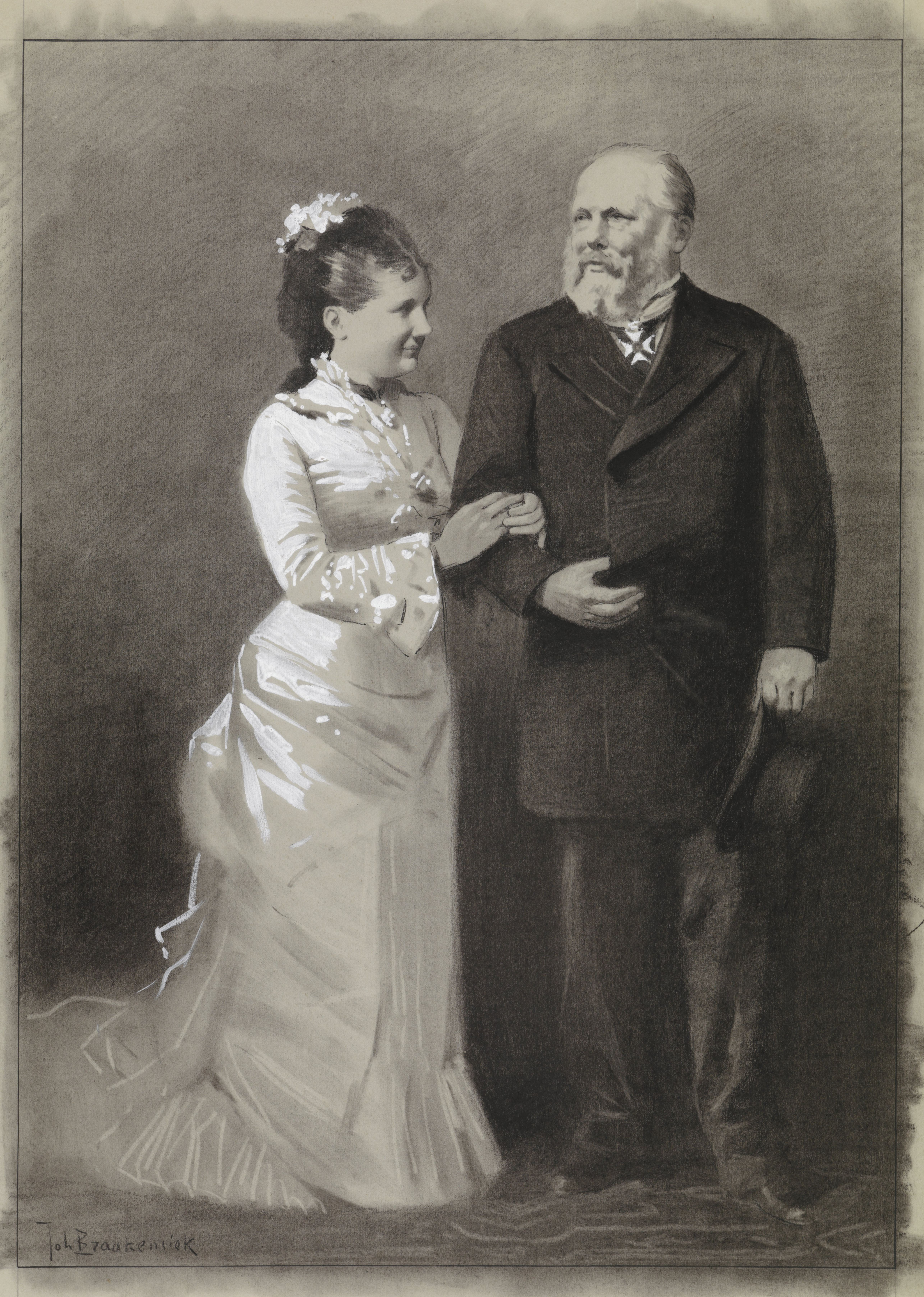
Z.M. Koning Willem III en zijn jeugdige echtgenote Koningin Emma, 1879

In 1877 overleed de echtgenote van koning Willem III, Sophie van Württemberg, een volle nicht van hem. Toen de twee nog levende zoons niet in het huwelijk leken te gaan treden, zag Willem III zich genoodzaakt om voor een tweede maal te trouwen om zo de Oranje-dynastie voor uitsterven te behoeden.
De keuze voor Emma kwam tot stand nadat Willems ministers een huwelijk met de Parijse operazangeres Émilie Ambre, Willems vriendin, resoluut hadden afgewezen en vervolgens drie vrouwen die wel in aanmerking kwamen weigerden met hem te trouwen. Op verzoek van zijn zuster Sophie nam hij contact op met het vorstenpaar van Waldeck-Pyrmont, dat meerdere huwbare dochters had. Op 28 juli 1878 maakte hij in de zomerresidentie van het echtpaar in Pyrmont tegelijkertijd kennis met de toen negentienjarige Emma en haar drie jaar oudere zuster Pauline. Zijn oog viel eerst op Pauline, maar al snel koos hij voor Emma.
Bij hun verlovingsfeest op 29 september 1878 in Bad Arolsen was Emma twintig en Willem eenenzestig jaar oud. In de maanden na haar verloving kreeg Emma les in onder meer de Nederlandse taal en geschiedenis. Bij het vaststellen van de huwelijksvoorwaarden kreeg Emma als bruidsschat van haar ouders 40.000 gulden mee. Van haar echtgenoot zou zij jaarlijks in contanten eenzelfde bedrag ontvangen voor kleed-, hand- en spiegelgeld ('speldengeld'). Van deze toelage hoefde zij niet haar eigen hofpersoneel te onderhouden. Voor elk kind dat uit het huwelijk geboren ging worden, zou Willem 50.000 gulden vastzetten in het Nederlands Grootboek Nationale Schuld. Het kind zou dat geld bij haar achttiende verjaardag ontvangen. Emma zou tot dan jaarlijks de rente krijgen.

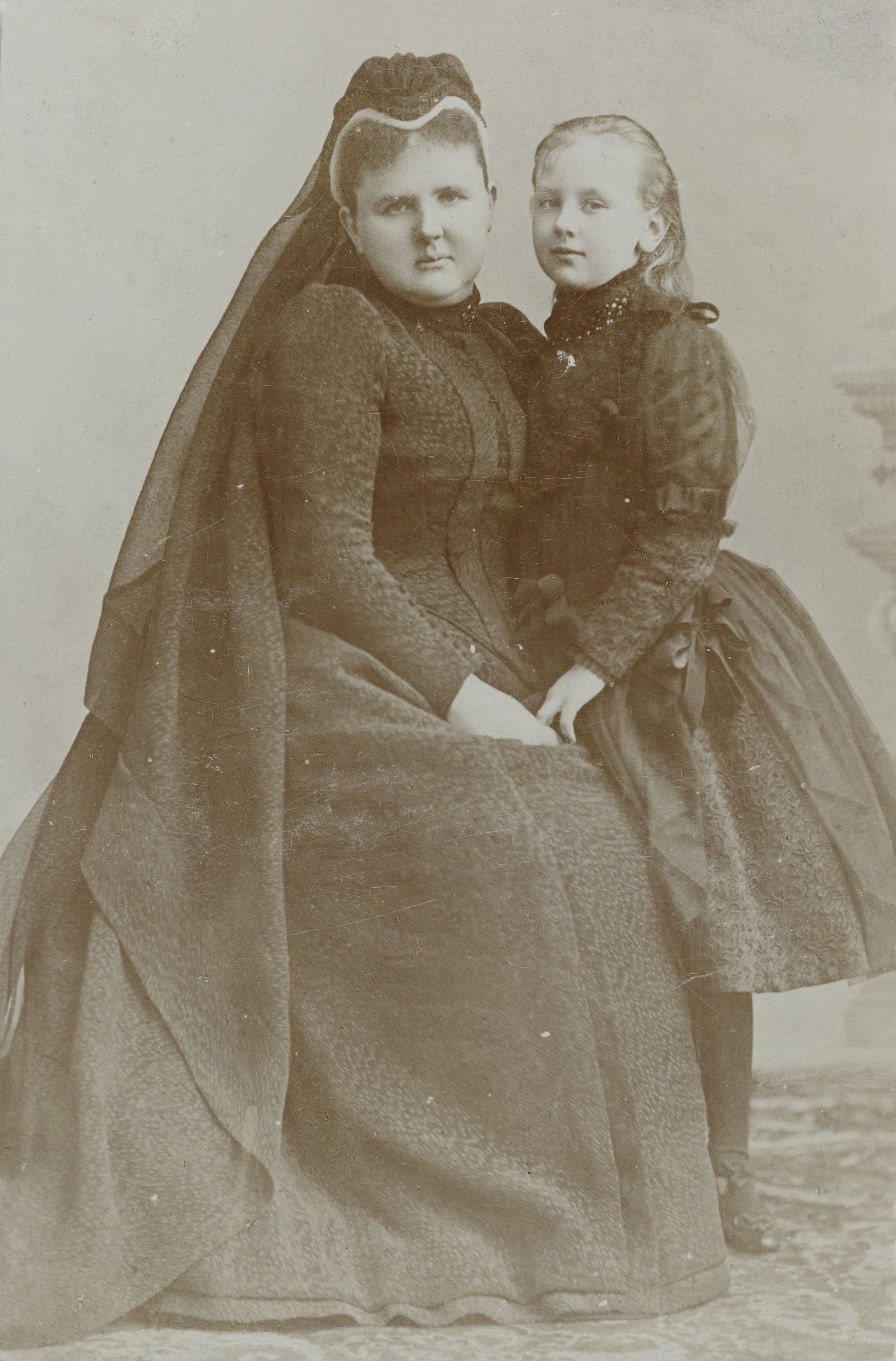
Emma met dochter Wilhelmina in rouw (18 maart 1891), door Adolphe Zimmermans

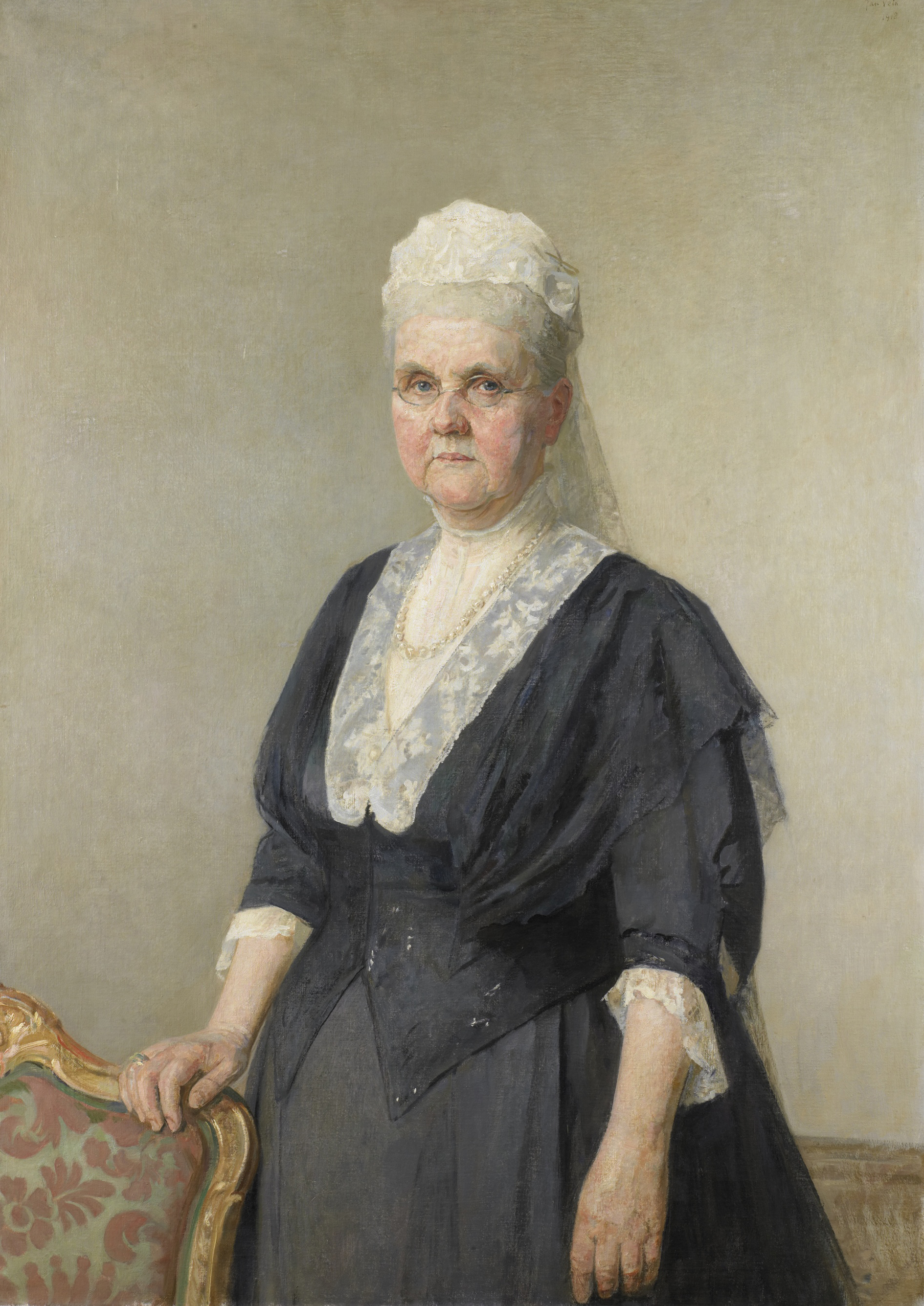
Emma, in 1918 geschilderd door Jan Veth

Ze trouwden op 7 januari 1879 in Schloss Arolsen. Willem sprak geen Duits en tot zijn dood sprak Emma Frans met hem, wat ook in Nederland de hoftaal was. Emma leerde vrijwel perfect Nederlands.

## Troonopvolging
Op 11 juni 1879 stierf kroonprins Willem. Daarmee werd Alexander kroonprins. Op 31 augustus 1880 baarde Emma een dochter, Wilhelmina. Ze zou het enig kind van haar en Willem III blijven. In 1884 stierf de nog maar 32 jaar oude prins Alexander, de ongehuwde en dan nog enig overgebleven zoon van Willem III.
Krachtens de grondwet werd nu prinses Wilhelmina de vermoedelijke troonopvolgster. De prinses was pas drie jaar en de koning vijfenzestig. Derhalve diende wegens de hoge leeftijd van de koning een regent aangewezen te worden om zo nodig namens de prinses tot aan haar meerderjarigheid het koninklijk gezag waar te nemen. De Verenigde Vergadering van de beide Kamers der Staten-Generaal wees hiervoor op 29 juli 1884 Emma aan.
Met het overlijden van prins Alexander was de verwachting dat de Ottoonse Linie van het Huis Nassau in de mannelijke lijn zou uitsterven op het moment dat Willem III zou komen te overlijden. Daarbij zou overeenkomstig artikel 30 van de Erneuerte Nassauische Erbverein het groothertogdom Luxemburg worden geërfd door het hoofd van de Walramse Linie van het Huis Nassau, hertog Adolf van Nassau. Willem III was ervan overtuigd dat er een regeling getroffen kon worden, zodat zijn dochter Wilhelmina hem ook in Luxemburg zou opvolgen. Emma ging er echter vanuit dat Luxemburg aan de Walramse Linie zou toevallen, zodat Adolf van Nassau, haar oom van moederszijde, Willem III in Luxemburg zou opvolgen. De staatsminister van Luxemburg, Félix baron de Blochausen, trachtte Emma ertoe over te halen zich met zienswijze van de koning te verenigen, maar tevergeefs. De onderhandelingen tussen Willem III en Adolf van Nassau voor een overeenkomst over de toekomstige afwikkeling van zaken zoals de persoonlijke bezittingen van de koning in Luxemburg leidden tot een op 30 september 1884 gesloten verdrag tussen Willem III en Adolf waarin definitief werd vastgelegd dat na het overlijden van Willem III, als hij geen mannelijke nakomelingen zou hebben, het groothertogdom zou overgaan naar Adolf van Nassau en zijn nakomelingen, overeenkomstig de Erneuerte Nassauische Erbverein. Bij het overlijden van Willem III werd Adolf van Nassau de nieuwe groothertog van Luxemburg.

## Regentes

Standaard van koningin Emma

Vier jaar later werd Emma tevens benoemd tot voogdes over de minderjarige troonopvolgster. Dit gebeurde omdat de gezondheid van de koning in oktober 1888 sterk achteruit ging. Hij deed haar in 1888 nog wel de Mellerio-parure cadeau, hoewel zij door zijn aanstaande overlijden deze niet meer kon dragen. In mei van dat jaar liet het koninklijk gezin de drukte van Den Haag achter zich en trok zich terug in Het Loo. Een maand later was de koning niet meer in staat om te regeren; daarom werd Emma op 14 november 1890 - met algemene stemmen - door de Staten-Generaal benoemd tot regentes en op 20 november in Den Haag beëdigd. Zij nam de koning slechts enkele dagen waar, want op 23 november 1890 overleed de vorst, drieënzeventig jaar oud en werd het koningschap overgedragen aan de tienjarige prinses Wilhelmina. Emma nam als regentes voor haar dochter "gedurende haren weduwelijken staat" – op 8 december 1890 daartoe beëdigd – tot aan Wilhelmina's achttiende verjaardag in 1898 de regeringstaak waar.
Emma erfde van Willem III roerende en onroerende goederen ter waarde van bijna zeven miljoen gulden. Daaronder bevonden zich Paleis Soestdijk en omliggend domein. Zij erfde eveneens het pand Noordeinde 138-140 in Den Haag. De meeste Luxemburgse eigendommen van Willem III werden na zijn overlijden te gelde gemaakt en Emma ontving hiervoor een geldbedrag van bijna 720.000 gulden, evenveel als haar dochter kreeg. Paleis Kneuterdijk en de bijbehorende Gotische Zaal werden gemeenschappelijk bezit van Emma en Wilhelmina. Dat gold ook voor het landgoed Oranje Nassau's Oord in het Gelderse Renkum.
Na het overlijden van haar man ontving Emma een jaarlijks staatsinkomen van 150.000 gulden. Daarnaast kreeg zij als regentes een jaarlijkse toelage van 175.000 gulden. Dit laatste bedrag werd gekort op het staatsinkomen van haar dochter. Testamentair had Willem III bepaald dat zij tijdens de minderjarigheid van haar dochter mocht beschikken over Wilhelmina's privékapitaal. In 1896 kocht Emma van haar schoonzuster prinses Sophie Paleis Lange Voorhout in Den Haag. Op 1 januari 1899 werd Emma volledig eigenares van landgoed Oranje Nassau's Oord, in ruil waarvoor Wilhelmina alle eigendomsrechten kreeg van Paleis Kneuterdijk en de bijbehorende Gotische Zaal.
Emma zette zo veel mogelijk de lijn van koning Willem III voort. Al direct trof zij maatregelen om elke minister eenmaal in de veertien dagen persoonlijk te ontmoeten. Anders dan haar overleden man hield zij zich nauwgezet aan de regels van het constitutionele koningschap. In de periode van koningin-weduwe-regentes kreeg Emma onder meer driemaal te maken met een kabinetsformatie.
Naast haar bestuurlijke taken besteedde koningin-moeder Emma grote aandacht aan de opvoeding van haar dochter. In haar ogen diende de jeugd van de nieuwe koningin op haar zestiende voorbij te zijn, om dan nog twee jaar "klaargestoomd" te worden voor haar taak als regerende koningin die op 31 augustus 1898 zou beginnen. Tot 1896 werd Wilhelmina omringd door oude en wijze mensen, leden van de hofhouding en een gouvernante.
Emma zag er al op middelbare leeftijd ouder uit dan haar jaren rechtvaardigden en haar gezondheid was broos.

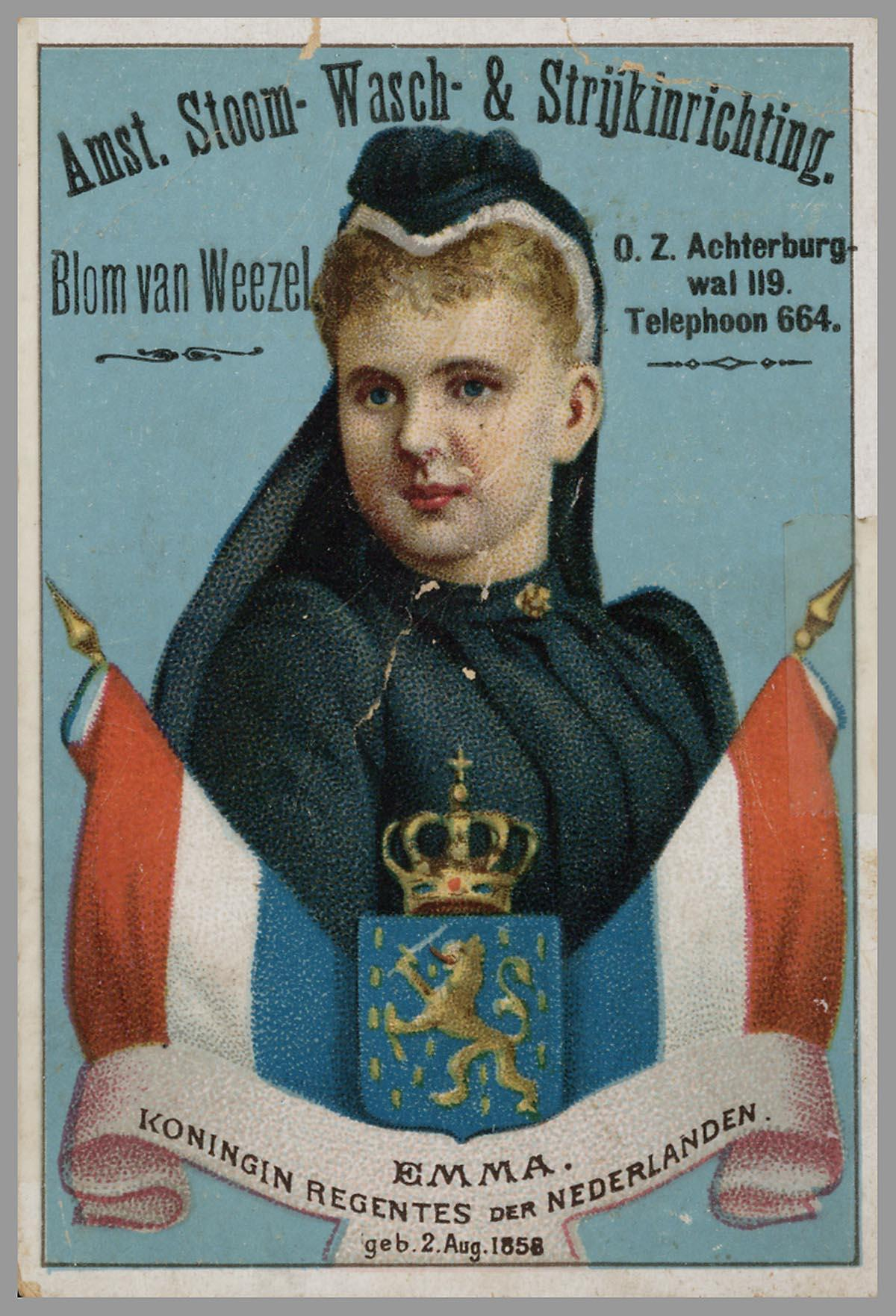
Reclamekaart: Amst. Stoom- Wasch- & Strijkinrichting Blom van Weezel, 1875-1900

## Koningin-moeder
Ter gelegenheid van haar afscheid als regentes kreeg Emma als nationaal geschenk een bedrag van 300.000 gulden aangereikt. Het grootste deel gebruikte zij om van Oranje-Nassau's Oord een weldadige instelling te maken voor de bestrijding van tuberculose, een ziekte waaraan een van haar zusters overleden was en destijds in Nederland volksziekte nummer één. Het restant doneerde zij aan de Vereeniging voor Ziekenverpleging in Nederlandsch-Indië. Oranje-Nassau's Oord werd in 1901 het eerste Nederlandse sanatorium. Aangezien het de bedoeling was dat ook het armere deel van de bevolking hiervan gebruik kon maken, werd er door de koningin-moeder een fonds opgericht waaruit de verpleegkosten betaald moesten worden en dat haar naam kreeg: het Emmafonds. Emma gaf ook geld aan andere liefdadigheidsinstellingen.
Als regerend koningin koos de jonge Wilhelmina al snel haar eigen weg. Zij probeerde onder de druk van haar moeder uit te komen, maar ze moest toch vaak terugvallen op de grote kennis van Emma in protocollaire kwesties. Aanvankelijk woonden de beide vorstinnen samen in Paleis Noordeinde, maar in 1901, toen Wilhelmina trouwde, trok Emma zich terug in het Paleis Lange Voorhout. De zomers bracht zij normaliter door op Paleis Soestdijk. Zij was niet meer zo gesteld op het society-leven aan het hof, maar hield desondanks grote ontvangsten en ook audiënties voor diplomaten. Ook al leefde ze vrij teruggetrokken met haar eigen koninklijke huishouding. Als weduwe van de oude koning voerde zij een grote staat.
Toen in 1909 een troonopvolger (Juliana) was geboren, moest opnieuw worden voorzien in een onverhoopt regentschap gedurende de minderjarigheid van Juliana. Wilhelmina's echtgenoot, Hendrik, werd door de regering minder geschikt gevonden, terwijl politiek Nederland goede herinneringen bewaarde aan het regentschap van Emma. Wilhelmina stemde toe en Emma was opnieuw de beoogde regentes van 1909 tot aan de staatsrechtelijke meerderjarigheid van prinses Juliana in 1927.
Emma overleed op 20 maart 1934 op 75-jarige leeftijd aan de gevolgen van een longontsteking. Zij was eerst verkouden geworden en doordat er nog geen antibioticum bestond, verergerde de ziekte tot bronchitis en uiteindelijk tot de fatale longontsteking. Haar stoffelijk overschot werd op 27 maart bijgezet in de grafkelder van de Oranjes in de Nieuwe Kerk te Delft. De begrafenis werd rechtstreeks uitgezonden op de radio, in de eerste gezamenlijke uitzending van de Nederlandse omroepverenigingen.
Na haar overlijden werden op verzoek van koningin Wilhelmina twee Nederlandsch-Indische bankbiljetten van 10 en 20 gulden uitgegeven met de afbeelding van koningin Emma.

## Kwartierstaat
| George I van Waldeck-Pyrmont (1747-1813) | George I van Waldeck-Pyrmont (1747-1813) | George I van Waldeck-Pyrmont (1747-1813) | George I van Waldeck-Pyrmont (1747-1813) | George I van Waldeck-Pyrmont (1747-1813)  | George I van Waldeck-Pyrmont (1747-1813)  | Augusta van Schwarzburg-Ebeleben (1767-1849) | Augusta van Schwarzburg-Ebeleben (1767-1849) | Augusta van Schwarzburg-Ebeleben (1767-1849) | Augusta van Schwarzburg-Ebeleben (1767-1849) | Augusta van Schwarzburg-Ebeleben (1767-1849)  | Augusta van Schwarzburg-Ebeleben (1767-1849)  |                                               |                                               | Victor II van Anhalt-Bernburg-Schaumburg-Hoym (1767-1812) | Victor II van Anhalt-Bernburg-Schaumburg-Hoym (1767-1812) | Victor II van Anhalt-Bernburg-Schaumburg-Hoym (1767-1812) | Victor II van Anhalt-Bernburg-Schaumburg-Hoym (1767-1812) | Victor II van Anhalt-Bernburg-Schaumburg-Hoym (1767-1812) | Victor II van Anhalt-Bernburg-Schaumburg-Hoym (1767-1812) | Amalia van Nassau-Weilburg (1776−1841)               | Amalia van Nassau-Weilburg (1776−1841)               | Amalia van Nassau-Weilburg (1776−1841) | Amalia van Nassau-Weilburg (1776−1841) | Amalia van Nassau-Weilburg (1776−1841) | Amalia van Nassau-Weilburg (1776−1841) |                                      |                                      | Frederik Willem van Nassau-Weilburg (1768-1816) | Frederik Willem van Nassau-Weilburg (1768-1816) | Frederik Willem van Nassau-Weilburg (1768-1816) | Frederik Willem van Nassau-Weilburg (1768-1816) | Frederik Willem van Nassau-Weilburg (1768-1816) | Frederik Willem van Nassau-Weilburg (1768-1816) | Louise van Sayn-Hachenburg (1772-1827) | Louise van Sayn-Hachenburg (1772-1827) | Louise van Sayn-Hachenburg (1772-1827) | Louise van Sayn-Hachenburg (1772-1827) | Louise van Sayn-Hachenburg (1772-1827) | Louise van Sayn-Hachenburg (1772-1827) |                                           |                                           | Paul van Württemberg (1785-1852)          | Paul van Württemberg (1785-1852)          | Paul van Württemberg (1785-1852)          | Paul van Württemberg (1785-1852)          | Paul van Württemberg (1785-1852)    | Paul van Württemberg (1785-1852)    | Catharine Charlotte van Saksen-Hildburghausen (1787-1847) | Catharine Charlotte van Saksen-Hildburghausen (1787-1847) | Catharine Charlotte van Saksen-Hildburghausen (1787-1847) | Catharine Charlotte van Saksen-Hildburghausen (1787-1847) | Catharine Charlotte van Saksen-Hildburghausen (1787-1847) | Catharine Charlotte van Saksen-Hildburghausen (1787-1847) |  |  |  |  |  |  |  |  |  |  |  |  |  |  |  |  |  |  |  |  |  |  |  |  |  |  |  |  |  |  |  |  |  |  |  |  |  |  |  |  |  |  |  |  |  |  |  |  |
| George I van Waldeck-Pyrmont (1747-1813) | George I van Waldeck-Pyrmont (1747-1813) | George I van Waldeck-Pyrmont (1747-1813) | George I van Waldeck-Pyrmont (1747-1813) | George I van Waldeck-Pyrmont (1747-1813)  | George I van Waldeck-Pyrmont (1747-1813)  | Augusta van Schwarzburg-Ebeleben (1767-1849) | Augusta van Schwarzburg-Ebeleben (1767-1849) | Augusta van Schwarzburg-Ebeleben (1767-1849) | Augusta van Schwarzburg-Ebeleben (1767-1849) | Augusta van Schwarzburg-Ebeleben (1767-1849)  | Augusta van Schwarzburg-Ebeleben (1767-1849)  |                                               |                                               | Victor II van Anhalt-Bernburg-Schaumburg-Hoym (1767-1812) | Victor II van Anhalt-Bernburg-Schaumburg-Hoym (1767-1812) | Victor II van Anhalt-Bernburg-Schaumburg-Hoym (1767-1812) | Victor II van Anhalt-Bernburg-Schaumburg-Hoym (1767-1812) | Victor II van Anhalt-Bernburg-Schaumburg-Hoym (1767-1812) | Victor II van Anhalt-Bernburg-Schaumburg-Hoym (1767-1812) | Amalia van Nassau-Weilburg (1776−1841)               | Amalia van Nassau-Weilburg (1776−1841)               | Amalia van Nassau-Weilburg (1776−1841) | Amalia van Nassau-Weilburg (1776−1841) | Amalia van Nassau-Weilburg (1776−1841) | Amalia van Nassau-Weilburg (1776−1841) |                                      |                                      | Frederik Willem van Nassau-Weilburg (1768-1816) | Frederik Willem van Nassau-Weilburg (1768-1816) | Frederik Willem van Nassau-Weilburg (1768-1816) | Frederik Willem van Nassau-Weilburg (1768-1816) | Frederik Willem van Nassau-Weilburg (1768-1816) | Frederik Willem van Nassau-Weilburg (1768-1816) | Louise van Sayn-Hachenburg (1772-1827) | Louise van Sayn-Hachenburg (1772-1827) | Louise van Sayn-Hachenburg (1772-1827) | Louise van Sayn-Hachenburg (1772-1827) | Louise van Sayn-Hachenburg (1772-1827) | Louise van Sayn-Hachenburg (1772-1827) |                                           |                                           | Paul van Württemberg (1785-1852)          | Paul van Württemberg (1785-1852)          | Paul van Württemberg (1785-1852)          | Paul van Württemberg (1785-1852)          | Paul van Württemberg (1785-1852)    | Paul van Württemberg (1785-1852)    | Catharine Charlotte van Saksen-Hildburghausen (1787-1847) | Catharine Charlotte van Saksen-Hildburghausen (1787-1847) | Catharine Charlotte van Saksen-Hildburghausen (1787-1847) | Catharine Charlotte van Saksen-Hildburghausen (1787-1847) | Catharine Charlotte van Saksen-Hildburghausen (1787-1847) | Catharine Charlotte van Saksen-Hildburghausen (1787-1847) |  |  |  |  |  |  |  |  |  |  |  |  |  |  |  |  |  |  |  |  |  |  |  |  |  |  |  |  |  |  |  |  |  |  |  |  |  |  |  |  |  |  |  |  |  |  |  |  |
|                                          |                                          |                                          |                                          |                                           |                                           |                                              |                                              |                                              |                                              |                                               |                                               |                                               |                                               |                                                           |                                                           |                                                           |                                                           |                                                           |                                                           |                                                      |                                                      |                                        |                                        |                                        |                                        |                                      |                                      |                                                 |                                                 |                                                 |                                                 |                                                 |                                                 |                                        |                                        |                                        |                                        |                                        |                                        |                                           |                                           |                                           |                                           |                                           |                                           |                                     |                                     |                                                           |                                                           |                                                           |                                                           |                                                           |                                                           |  |  |  |  |  |  |  |  |  |  |  |  |  |  |  |  |  |  |  |  |  |  |  |  |  |  |  |  |  |  |  |  |  |  |  |  |  |  |  |  |  |  |  |  |  |  |  |  |
|                                          |                                          |                                          |                                          | George II van Waldeck-Pyrmont (1789-1845) | George II van Waldeck-Pyrmont (1789-1845) | George II van Waldeck-Pyrmont (1789-1845)    | George II van Waldeck-Pyrmont (1789-1845)    | George II van Waldeck-Pyrmont (1789-1845)    | George II van Waldeck-Pyrmont (1789-1845)    |                                               |                                               |                                               |                                               |                                                           |                                                           | Emma van Anhalt-Bernburg-Schaumburg-Hoym (1802-1858)      | Emma van Anhalt-Bernburg-Schaumburg-Hoym (1802-1858)      | Emma van Anhalt-Bernburg-Schaumburg-Hoym (1802-1858)      | Emma van Anhalt-Bernburg-Schaumburg-Hoym (1802-1858)      | Emma van Anhalt-Bernburg-Schaumburg-Hoym (1802-1858) | Emma van Anhalt-Bernburg-Schaumburg-Hoym (1802-1858) |                                        |                                        |                                        |                                        |                                      |                                      |                                                 |                                                 |                                                 |                                                 | Willem van Nassau (1792-1839)                   | Willem van Nassau (1792-1839)                   | Willem van Nassau (1792-1839)          | Willem van Nassau (1792-1839)          | Willem van Nassau (1792-1839)          | Willem van Nassau (1792-1839)          |                                        |                                        |                                           |                                           |                                           |                                           | Pauline van Württemberg (1810-1856)       | Pauline van Württemberg (1810-1856)       | Pauline van Württemberg (1810-1856) | Pauline van Württemberg (1810-1856) | Pauline van Württemberg (1810-1856)                       | Pauline van Württemberg (1810-1856)                       |                                                           |                                                           |                                                           |                                                           |  |  |  |  |  |  |  |  |  |  |  |  |  |  |  |  |  |  |  |  |  |  |  |  |  |  |  |  |  |  |  |  |  |  |  |  |  |  |  |  |  |  |  |  |  |  |  |  |
|                                          |                                          |                                          |                                          | George II van Waldeck-Pyrmont (1789-1845) | George II van Waldeck-Pyrmont (1789-1845) | George II van Waldeck-Pyrmont (1789-1845)    | George II van Waldeck-Pyrmont (1789-1845)    | George II van Waldeck-Pyrmont (1789-1845)    | George II van Waldeck-Pyrmont (1789-1845)    |                                               |                                               |                                               |                                               |                                                           |                                                           | Emma van Anhalt-Bernburg-Schaumburg-Hoym (1802-1858)      | Emma van Anhalt-Bernburg-Schaumburg-Hoym (1802-1858)      | Emma van Anhalt-Bernburg-Schaumburg-Hoym (1802-1858)      | Emma van Anhalt-Bernburg-Schaumburg-Hoym (1802-1858)      | Emma van Anhalt-Bernburg-Schaumburg-Hoym (1802-1858) | Emma van Anhalt-Bernburg-Schaumburg-Hoym (1802-1858) |                                        |                                        |                                        |                                        |                                      |                                      |                                                 |                                                 |                                                 |                                                 | Willem van Nassau (1792-1839)                   | Willem van Nassau (1792-1839)                   | Willem van Nassau (1792-1839)          | Willem van Nassau (1792-1839)          | Willem van Nassau (1792-1839)          | Willem van Nassau (1792-1839)          |                                        |                                        |                                           |                                           |                                           |                                           | Pauline van Württemberg (1810-1856)       | Pauline van Württemberg (1810-1856)       | Pauline van Württemberg (1810-1856) | Pauline van Württemberg (1810-1856) | Pauline van Württemberg (1810-1856)                       | Pauline van Württemberg (1810-1856)                       |                                                           |                                                           |                                                           |                                                           |  |  |  |  |  |  |  |  |  |  |  |  |  |  |  |  |  |  |  |  |  |  |  |  |  |  |  |  |  |  |  |  |  |  |  |  |  |  |  |  |  |  |  |  |  |  |  |  |
|                                          |                                          |                                          |                                          |                                           |                                           |                                              |                                              |                                              |                                              | George Victor van Waldeck-Pyrmont (1831-1893) | George Victor van Waldeck-Pyrmont (1831-1893) | George Victor van Waldeck-Pyrmont (1831-1893) | George Victor van Waldeck-Pyrmont (1831-1893) | George Victor van Waldeck-Pyrmont (1831-1893)             | George Victor van Waldeck-Pyrmont (1831-1893)             |                                                           |                                                           |                                                           |                                                           |                                                      |                                                      |                                        |                                        |                                        |                                        |                                      |                                      |                                                 |                                                 |                                                 |                                                 |                                                 |                                                 |                                        |                                        |                                        |                                        | Helena van Nassau (1831-1888)          | Helena van Nassau (1831-1888)          | Helena van Nassau (1831-1888)             | Helena van Nassau (1831-1888)             | Helena van Nassau (1831-1888)             | Helena van Nassau (1831-1888)             |                                           |                                           |                                     |                                     |                                                           |                                                           |                                                           |                                                           |                                                           |                                                           |  |  |  |  |  |  |  |  |  |  |  |  |  |  |  |  |  |  |  |  |  |  |  |  |  |  |  |  |  |  |  |  |  |  |  |  |  |  |  |  |  |  |  |  |  |  |  |  |
|                                          |                                          |                                          |                                          |                                           |                                           |                                              |                                              |                                              |                                              | George Victor van Waldeck-Pyrmont (1831-1893) | George Victor van Waldeck-Pyrmont (1831-1893) | George Victor van Waldeck-Pyrmont (1831-1893) | George Victor van Waldeck-Pyrmont (1831-1893) | George Victor van Waldeck-Pyrmont (1831-1893)             | George Victor van Waldeck-Pyrmont (1831-1893)             |                                                           |                                                           |                                                           |                                                           |                                                      |                                                      |                                        |                                        |                                        |                                        |                                      |                                      |                                                 |                                                 |                                                 |                                                 |                                                 |                                                 |                                        |                                        |                                        |                                        | Helena van Nassau (1831-1888)          | Helena van Nassau (1831-1888)          | Helena van Nassau (1831-1888)             | Helena van Nassau (1831-1888)             | Helena van Nassau (1831-1888)             | Helena van Nassau (1831-1888)             |                                           |                                           |                                     |                                     |                                                           |                                                           |                                                           |                                                           |                                                           |                                                           |  |  |  |  |  |  |  |  |  |  |  |  |  |  |  |  |  |  |  |  |  |  |  |  |  |  |  |  |  |  |  |  |  |  |  |  |  |  |  |  |  |  |  |  |  |  |  |  |
|                                          |                                          |                                          |                                          |                                           |                                           |                                              |                                              |                                              |                                              |                                               |                                               |                                               |                                               |                                                           |                                                           |                                                           |                                                           |                                                           |                                                           |                                                      |                                                      |                                        |                                        |                                        |                                        |                                      |                                      |                                                 |                                                 |                                                 |                                                 |                                                 |                                                 |                                        |                                        |                                        |                                        |                                        |                                        |                                           |                                           |                                           |                                           |                                           |                                           |                                     |                                     |                                                           |                                                           |                                                           |                                                           |                                                           |                                                           |  |  |  |  |  |  |  |  |  |  |  |  |  |  |  |  |  |  |  |  |  |  |  |  |  |  |  |  |  |  |  |  |  |  |  |  |  |  |  |  |  |  |  |  |  |  |  |  |
|                                          |                                          |                                          |                                          |                                           |                                           |                                              |                                              |                                              |                                              |                                               |                                               |                                               |                                               |                                                           |                                                           |                                                           |                                                           |                                                           |                                                           |                                                      |                                                      |                                        |                                        |                                        |                                        |                                      |                                      |                                                 |                                                 |                                                 |                                                 |                                                 |                                                 |                                        |                                        |                                        |                                        |                                        |                                        |                                           |                                           |                                           |                                           |                                           |                                           |                                     |                                     |                                                           |                                                           |                                                           |                                                           |                                                           |                                                           |  |  |  |  |  |  |  |  |  |  |  |  |  |  |  |  |  |  |  |  |  |  |  |  |  |  |  |  |  |  |  |  |  |  |  |  |  |  |  |  |  |  |  |  |  |  |  |  |
| Sophie van Waldeck-Pyrmont (1854-1869)   | Sophie van Waldeck-Pyrmont (1854-1869)   | Sophie van Waldeck-Pyrmont (1854-1869)   | Sophie van Waldeck-Pyrmont (1854-1869)   | Sophie van Waldeck-Pyrmont (1854-1869)    | Sophie van Waldeck-Pyrmont (1854-1869)    |                                              |                                              | Pauline van Waldeck-Pyrmont (1855-1925)      | Pauline van Waldeck-Pyrmont (1855-1925)      | Pauline van Waldeck-Pyrmont (1855-1925)       | Pauline van Waldeck-Pyrmont (1855-1925)       | Pauline van Waldeck-Pyrmont (1855-1925)       | Pauline van Waldeck-Pyrmont (1855-1925)       |                                                           |                                                           | Maria van Waldeck-Pyrmont (1857-1882)                     | Maria van Waldeck-Pyrmont (1857-1882)                     | Maria van Waldeck-Pyrmont (1857-1882)                     | Maria van Waldeck-Pyrmont (1857-1882)                     | Maria van Waldeck-Pyrmont (1857-1882)                | Maria van Waldeck-Pyrmont (1857-1882)                |                                        |                                        | Emma van Waldeck-Pyrmont (1858–1934)   | Emma van Waldeck-Pyrmont (1858–1934)   | Emma van Waldeck-Pyrmont (1858–1934) | Emma van Waldeck-Pyrmont (1858–1934) | Emma van Waldeck-Pyrmont (1858–1934)            | Emma van Waldeck-Pyrmont (1858–1934)            |                                                 |                                                 | Helena van Waldeck-Pyrmont (1861-1922)          | Helena van Waldeck-Pyrmont (1861-1922)          | Helena van Waldeck-Pyrmont (1861-1922) | Helena van Waldeck-Pyrmont (1861-1922) | Helena van Waldeck-Pyrmont (1861-1922) | Helena van Waldeck-Pyrmont (1861-1922) |                                        |                                        | Friedrich van Waldeck-Pyrmont (1865-1946) | Friedrich van Waldeck-Pyrmont (1865-1946) | Friedrich van Waldeck-Pyrmont (1865-1946) | Friedrich van Waldeck-Pyrmont (1865-1946) | Friedrich van Waldeck-Pyrmont (1865-1946) | Friedrich van Waldeck-Pyrmont (1865-1946) |                                     |                                     | Elisabeth van Waldeck-Pyrmont (1873-1961)                 | Elisabeth van Waldeck-Pyrmont (1873-1961)                 | Elisabeth van Waldeck-Pyrmont (1873-1961)                 | Elisabeth van Waldeck-Pyrmont (1873-1961)                 | Elisabeth van Waldeck-Pyrmont (1873-1961)                 | Elisabeth van Waldeck-Pyrmont (1873-1961)                 |  |  |  |  |  |  |  |  |  |  |  |  |  |  |  |  |  |  |  |  |  |  |  |  |  |  |  |  |  |  |  |  |  |  |  |  |  |  |  |  |  |  |  |  |  |  |  |  |

## Monumenten

Monogram van koningin Emma

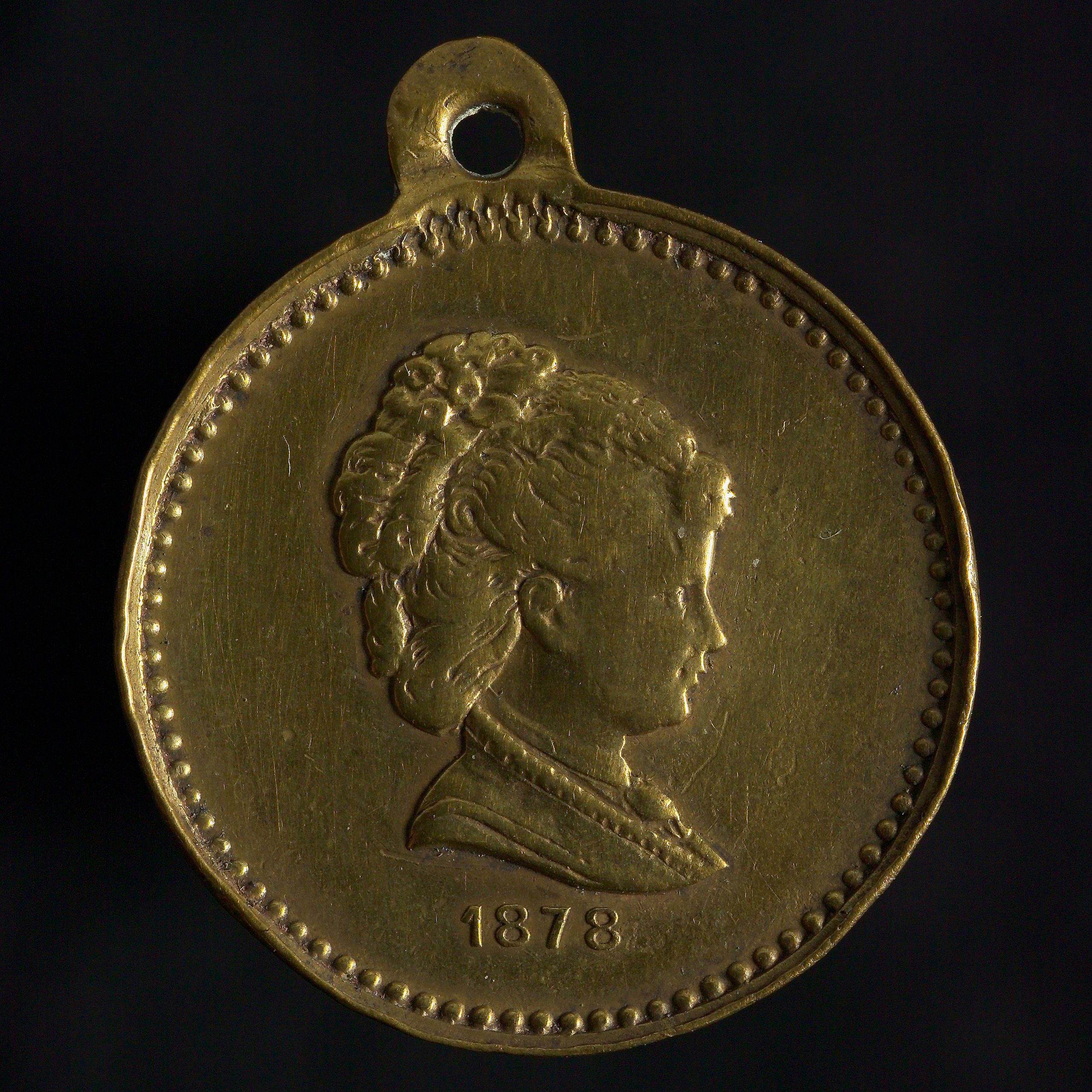
Draagpenning op de verloving van koning Willem III en prinses Emma van Waldeck Pyrmont

- In het midden van het Regentesseplein in Den Haag staat de 'naald' van koningin Emma. Het is een natuurstenen obelisk uit 1905, opgericht ter ere van de populaire koningin-moeder. De obelisk is versierd met een allegorisch vrouwenbeeld en een portretbuste en profil in brons van Emma, vervaardigd door prof. A.W.M. Arend Odé en A.F. Gips.
- In 1936 werd in het rosarium op het Jozef Israëlsplein in Den Haag een beeld van de Belgisch-Nederlandse beeldhouwer Toon Dupuis onthuld door koningin Wilhelmina. Oorspronkelijk was het van de Franse kalksteen Vaurion, maar na beschadigingen is het in 2001 in brons gegoten. Het staat in Den Haag bekend als het Monument voor koningin Emma.
- Op 6 september 1937 werd op de Dam in Middelburg het Emma Monument onthuld van de hand van Henk Etienne.
- Op het Lange Voorhout staat een monument in de vorm van een soort zitbank. Op de voorkant staat: "In dankbare herinnering aan, en ter vererende nagedachtenis van H.M. Koningin Emma". Op de achterkant staat: "Aangeboden door de Orde van Vrijmetselaren onder het Grootoosten der Nederlanden in het jaar 1938, vernield in 1940, heropgericht in 1959".
- In het plantsoen van het Emmaplein in Amsterdam Oud-zuid staat een monumentaal kalkstenen beeld van koningin Emma met op het voetstuk de wapens van Nederland en van Waldeck-Pyrmont. De zes vrouwen in reliëf laten zien dat de vorstin op handen werd gedragen. Links op het voetstuk staat een reliëf van een vrouw als symbool voor bescherming, rechts een vrouw met weegschaal en boek, symbool voor gerechtigheid. Het standbeeld van Lambertus Zijl, dat eerst voor Den Haag bestemd was, werd door koningin Wilhelmina in 1938 onthuld.
- In Schiedam werd in 1935 de Emmabank onthuld, in het Julianapark.
- In Medemblik werd in de jaren dertig van de twintigste eeuw in het kader van de werkverschaffing een park aangelegd dat de naam van Emma ging dragen. Er staat ook een klein monument van haar. In 2007 is bij de ingang van dit park een entreepartij gemaakt, waarbij Emma in een kunstwerk herkenbaar is verbeeld. Het kunstwerk is ontworpen en uitgevoerd door beeldend kunstenaar Peter Koelemeijer.
- In Rheden staat de Emmapiramide. Het is een kunstmatige uitkijkheuvel op de grens van de gemeenten Rozendaal en Rheden aan de Kluizenaarsweg. De heuveltop zelf is 98 meter hoog met daarop een houten uitzichttoren van 30 meter.